# Nicole Lechmann
Nicole Lechmann (* 20. Dezember 1984) ist eine Schweizer Schauspielerin.

## Leben und Wirken
Nicole Lechmann wuchs in Udligenswil im Kanton Luzern auf. Nach der Matura in Luzern erwarb sie ab 2004 ihre schauspielerische Ausbildung an der European Film Actor School in Zürich, die sie 2007 abschloss. Ab 2009 besucht sie Schauspielworkshops und Coachings bei Sigrid Andersson in Berlin. Seit 2010 wirkte sie in Nebenrollen bei diversen Filmen wie Kokowääh von und mit Til Schweiger mit. Nicole Lechmann ist vorwiegend als Theaterschauspielerin tätig und spielte unter anderem am Casinotheater Winterthur, Theater Krakau und dem Theater Basel. Seit 2012 spielt sie am Theater 58 Zürich. Dort spielt sie die weibliche Hauptrolle der Jill in Leonard Gershes Bühnenstück Schmetterlinge sind frei und tritt damit auch auf Gastspielen im deutschsprachigen Raum auf. 2012 wurde sie für ihre Darbietung im Theaterstück Der Goldene Drache mit dem Jurypreis der Heidelberger Theatertage ausgezeichnet.
Nicole Lechmann spricht Deutsch, Schweizerdeutsch, fliessend Englisch und Italienisch. Sie lebt in Luzern und Berlin.

## Filmografie
- 2010: Kokowääh
- 2011: Hexenwahn (Kurzfilm)
- 2011: Gerbera (Kurzfilm)
- 2012: Tutti giù
- 2012: Aschenbrödel und der gestiefelte Kater
- 2018: Tranquillo